# Чириково (Цильнинський район)
Чириково (рос. Чириково) — село в Цильнинському районі Ульяновської області Російської Федерації.
Населення становить 126 осіб. Входить до складу муніципального утворення Новонікулинське сільське поселення.

## Історія
Від 2004 року входить до складу муніципального утворення Новонікулинське сільське поселення.

## Населення
| 2010 |
| ---- |
| 126  |